# Extra Large Deployable Aircraft Hangar System
Extra Large Deployable Aircraft Hangar Systems (Ehemals B-2 Shelter System oder B-2 Shelter Program, kurz XLDAHS bzw. B2ss), auf Deutsch etwa Extragroßes bewegliches Flugzeughangarsystem, wurde ursprünglich als Hangar für den Northrop-B-2-Bomber konzipiert, um so den Aufenthaltsort der Flugzeuge verschleiern zu können und den Wartungscrews einen Ort für Reparaturen zu bieten. Später wurden diese Hangars aber auch für andere Flugzeuge genutzt.

## Geschichte
1998 stellte sich heraus, dass die Wartungscrews auf Guam nur unzureichende Orte hatten, um die B-2-Bomber warten zu können. So startete das Militär ein Projekt, um eine transportable Unterbringungsmöglichkeit für diese Flugzeuge zu entwickeln.
Im Oktober 1999 ging der Auftrag zum Bau an American Spaceframe Fabricators, Inc. Das erste Modell ging an die Whiteman Air Force Base, wo ein Team den XLDAHS dreimal auf- und wieder abbaute.
Am 28. September 2001 gab das Verteidigungsministerium der Vereinigten Staaten den 12-Millionen-US-Dollar-Auftrag zum Bau von vier entsprechenden Einrichtungen mitsamt der nötigen Technik für den Betrieb und Transport.

## Beschreibung
Ein XLDAHS ist 76 Meter breit, 38 Meter lang und 18 Meter hoch und kostet zwischen 2 und 2,5 Millionen US-Dollar. Durch die Bauweise überstehen sie Windgeschwindigkeiten bis zu 177 km/h und können Schneelasten bis zu 200 kg pro Quadratmeter tragen. Durch die Möglichkeit, XLDAHS unter Überdruck zu setzen und sie vollständig gegen Umwelteinflüsse abzuschotten, können sie zusätzlich auch als Notfall-Bunker bei chemischen und biologischen Angriffen verwendet werden.
Die Konstruktion des Hangars besteht aus großen – und über die gesamte Breite von über 70 m spannenden – metallenen Fachwerkträgern, die jeweils zuerst am Boden aus einzelnen Fachwerkstäben zusammengesetzt werden und dann aufgerichtet werden. Zwischen die Träger werden dann technische Membranen als Außenhaut gespannt, die als Wetterschutzschicht und gleichzeitig statisches Zugelement fungieren. Die gesamte Breitseite der mobilen Halle bildet gleichzeitig das nach oben zu öffnende Hangartor. Formale Ähnlichkeiten finden sich bei den mobilen Flugzeughangars von Losberger De Boer.

## Verwendungsorte
- 1× RAF Fairford
- 4× Diego Garcia (Kuppeln am linken Bildrand)
- 5× Andersen Air Force Base